# Жана-Акшиман
Жана́-Акшима́н (каз. Жаңа Ақшиман) — село у складі Майського району Павлодарської області Казахстану. Адміністративний центр та єдиний населений пункт Акшиманського сільського округу.
Населення — 309 осіб (2021; 476 у 2009, 696 у 1999, 1198 у 1989).
Національний склад станом на 1989 рік:
- казахи — 100 %

У радянські часи село мало також назву Жанаакшиман.